# Fokker S.II
Il Fokker S.II era un aereo da addestramento sviluppato dall'azienda aeronautica olandese Fokker nella prima metà degli anni venti del XX secolo, e prodotto in serie.

## Storia del progetto

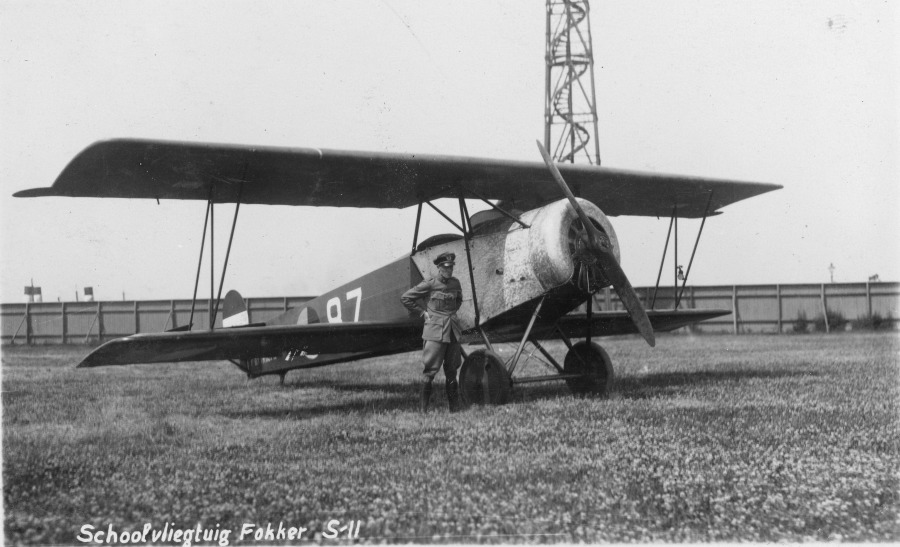
Un S.II della Luchtvaartafdeling equipaggiato con motore rotativo Thulin G.

In risposta alla specifica per un aereo da addestramento emessa dalla Luchtvaartafdeling (LVA) per sostituire gli Spyker V.2 allora in servizio, l'azienda di costruzioni aeronautiche Fokker propose il modello S.II, progettato dall'ingegnere Reinhold Platz. Il prototipo volò per la prima volta nel 1922, ed al termine dei collaudi la LAV emise un ordine per la produzione di 12 esemplari (matricola 87-98) equipaggiati con propulsore Thulin G da 110 hp (82 kW). Gli aerei, consegnati nel 1923, vennero assegnati alla Scuola di volo basico di Soesterberg.
Due esemplari vennero esportati in Unione Sovietica, entrando in servizio nella V-VS, e diversi altri furono venduti sul mercato civile.

## Descrizione tecnica
Aereo da addestramento, biplano, monomotore, biposto, di costruzione lignea. La configurazione alare biplana prevedeva due ali di diversa apertura, detta sesquiplana, costruite in legno e rivestite in tela, collegate tra loro con sei coppie di montanti, due a V e una a N, rinforzati da cavi d'acciaio. La superiore era montata alta a parasole, mentre l'inferiore si trovava bassa sulla fusoliera. La fusoliera, posizionata a livello dell'ala inferiore, era costruita in legno. L'impennaggio di coda era del tipo classico monoderiva, dotato di piani orizzontali controventati.
Il carrello d'atterraggio era un triciclo classico a V, fisso, ed integrato posteriormente da un pattino d'atterraggio.
L'aereo era biposto dotato di una cabina di pilotaggio aperta, e posti in tandem, destinati all'allievo pilota e all'istruttore/passeggero.
La propulsione era affidata ad un motore rotativo Le Rhône-Oberursel a 9 cilindri raffreddati ad aria, erogante la potenza di 110 hp (82 kW) ed azionante un'elica bipala.

## Impiego operativo
Nel 1926 i propulsori Thulin vennero sostituiti con i più moderni Le Rhône-Oberursel da 110 CV, o dalla loro versione prodotta su licenza in Svezia, il Thulin X da 110 CV. Un velivolo fu modificato con l'adozione di un motore in linea Curtiss OX-5 da 90 hp, e l'installazione di montanti interalari a N; fu trasportato sulla nave passeggeri SS Leviathan negli Stati Uniti d'America dove fu testato dal pilota Clarence Chamberlin sull'aeroporto di Tetboro, nel New Jersey. Il previsto acquisto del modello da parte dell'United States Army Air Corps non si concretizzò, e il velivolo fu riportato allo standard originale e restituito alla LVA.
Considerati obsoleti nel 1932 gli S.II furono radiati dal servizio, sostituiti dai più moderni S.IV, e demoliti ma uno di essi, su proposta del servizio medico aereo, era stato convertito in aeroambulanza con la designazione di S.IIA. I lavori di conversione iniziarono presso l'officina di Soesterberg il 3 marzo 1930, fu montato un più potente propulsore Armstrong Siddeley Lynx da 218 CV, aumentata l'autonomia fino a 400 km,  venne installato un tettuccio chiuso di polimetilmetacrilato, posizionato tra la fusoliera e l'ala superiore, e dietro di esso fu ricavato un vano accessibile da una porta sulla fusoliera che poteva contenere una barella con relativo ferito e un infermiere per l'assistenza. Il velivolo così configurato, e dipinto di bianco con lo stemma della Croce Rossa su entrambi i lati della fusoliera, andò in volo per la prima volta il 13 febbraio 1932, e per la sua capacità di decollare da piste corte e semipreparate fu utilizzato per emergenze a Ameland, Schiermonnikoog e Urk. Quando vi fu l'invasione tedesca dei Paesi Bassi, il 10 maggio 1940, il velivolo era ancora in servizio attivo, e fu catturato sull'aeroporto De Vlijt a Texel, venendo demolito poco tempo dopo.

## Versioni
- S.II: versione da addestramento basico realizzata in 15 esemplari per la LVA.
- S.IIA: un esemplare convertito in aeroambulanza, ed rimotorizzato con un radiale Armstrong Siddeley Lynx da 218 CV. La velocità massima era di 145 km/h, quella di crociera di 115 km/h, l'autonomia massima di 400 km, e la tangenza raggiungibile pari a 4.000 m.[2]
- S.IIV2: velivolo realizzato appositamente per il pilota olandese Willem van Graft, combinando le caratteristiche strutturali dell'S.II a quelle dell'S.III.[4]  Immatricolato H-NADT fu utilizzato con successo per diversi anni.[4]

## Utilizzatori
- Luchtvaartafdeling

 Unione Sovietica
- Sovetskie Voenno-vozdušnye sily

### Annotazioni
1. ↑  Con propulsore svedese Thulin G da 110 Chp.
2. ↑  Uno di essi, di proprietà di Henri Abeele, precipitò a Ostenda, in Belgio, nell'agosto del 1930, cadendo su una casa. Si trattava del velivolo immatricolato O-BAJX nel 1929, e reimmatricolato OO-AJX in quello stesso anno.

### Fonti
1. 1 2 3 4  The Illustrated Encyclopedia of Aircraft (Part Work 1982-1985) 1985, p. 1899.
2. 1 2 3 4 5 6 7  Oocities.
3. ↑  Hugo Hooftman, Van Brik tot Starfighter, I. Met stofbril en leren vliegkap, La Rivière en Voorhoeve, Zwolle, 1963.
4. 1 2 3  Уголок неба.
5. 1 2 3 4 5 6 7 8  (NL) SIIA op de site van UMCG ambulancezorg. Geraadpleegd op 1 februari 2010